# Roberto Benigni
Roberto Remigio Benigni (Castiglion Fiorentino, Toscana, 27 de octubre de 1952) (en italiano roˈbɛrto beˈniɲɲi) es un actor, humorista, guionista y director italiano de cine y televisión. Ganó un Óscar al mejor actor por protagonizar La vida es bella (1997).

## Biografía
Roberto Benigni obtuvo cierta fama en el mundo del espectáculo a mitad de la década de 1970 con sus monólogos de Cioni Mario fu Gaspare di Giulia, espectáculo coescrito junto con Giuseppe Bertolucci. En 1977 debutó como actor en Berlinguer, ti voglio bene, dirigida por su amigo Giuseppe Bertolucci y que recuerda al espectáculo que coescribieron juntos. Tras el gran éxito obtenido con L'altra domenica, de Renzo Arbore, intervino en varias películas como Chiedo asilo (1979), de Marco Ferreri, o Il minestrone (1981), de Sergio Citti. Simpatizante del Partido Comunista Italiano, el 16 de junio de 1983, apareció en un evento de la FGCI en Roma, donde cogió el brazo del líder Enrico Berlinger y lo zarandeó. Ese mismo año debutó como director con Tu mi turbi (1983) y volvió al cine con Non ci resta che piangere (1984), Bajo el peso de la ley (1986), La voz de la Luna (1990) o El hijo de la pantera rosa (1993). Con Soy el pequeño diablo (1988) empezó una colaboración con el guionista Vincenzo Cerami: todas las películas que Benigni dirigió a continuación cuentan con la colaboración de Cerami y todas han sido campeonas de recaudaciones de la correspondiente temporada.
Con Johnny Palillo (1991) y El monstruo (1994) obtuvo una gran popularidad, a pesar de que los resultados son artísticamente desiguales. El reconocimiento le llegó en 1997, con su versión sobre el holocausto judío en La vida es bella (1997): ganó tres Oscar y el Gran premio del Jurado en el Festival de Cannes.
En 1999 actuó en Astérix y Obélix contra César, dirigida por Claude Zidi y junto a Christian Clavier, Gérard Depardieu, Vittorio Gassman y Laetitia Casta. En 2002 dirigió y actuó en su versión de Pinocho y en 2005 dirigió y protagonizó El tigre y la nieve, ambientada en la guerra de Irak. Durante 2006 y 2007, Benigni tuvo mucho éxito recorriendo Italia con su programa de 90 minutos Tutto Dante ("Todo acerca de Dante") combinando eventos de la actualidad, memorias de su propio pasado con la poesía y pasión de la obra de Dante Alighieri, La Divina Comedia, todo envuelto con un tono irónico. En 2012 participó en To Rome with Love, una película dirigida por Woody Allen, y en 2019 regresó a la gran pantalla interpretando a Gepetto en Pinocho de Matteo Garrone.

## Filmografía
| Año  | Película                      | Dirección                        | Acreditado como           |
| ---- | ----------------------------- | -------------------------------- | ------------------------- |
| 1977 | Berlinguer, te quiero         | Giuseppe Bertolucci              | Actor                     |
| 1979 | La luna                       | Bernardo Bertolucci              | Actor                     |
| 1979 | Busco asilo                   | Marco Ferreri                    | Actor                     |
| 1979 | Ma che cos'è questo amore     | Ugo Gregoretti                   | Actor                     |
| 1979 | Letti selvaggi                | Luigi Zampa                      | Actor                     |
| 1983 | Tú me molestas                | Roberto Benigni                  | Actor director            |
| 1985 | Non ci resta che piangere     | Roberto Benigni & Massimo Troisi | Actor Director            |
| 1986 | Bajo el peso de la ley        | Jim Jarmusch                     | Actor                     |
| 1988 | Soy el pequeño diablo         | Roberto Benigni                  | Actor Director Guionista  |
| 1989 | La voz de la luna             | Federico Fellini                 | Actor                     |
| 1991 | Night on Earth                | Jim Jarmusch                     | Actor                     |
| 1991 | Johnny Stecchino              | Roberto Benigni                  | Actor Director            |
| 1993 | El hijo de la pantera rosa    | Blake Edwards                    | Actor                     |
| 1994 | El monstruo                   | Roberto Benigni                  | Actor Director            |
| 1997 | La vida es bella              | Roberto Benigni                  | Actor Director/ guionista |
| 1999 | Astérix y Obélix contra César | Claude Zidi                      | Actor                     |
| 2002 | Pinocho                       | Roberto Benigni                  | Actor Director            |
| 2004 | Coffee and cigarettes         | Jim Jarmusch                     | Actor                     |
| 2005 | El tigre y la nieve           | Roberto Benigni                  | Actor Director Guionista  |
| 2012 | To Rome with Love             | Woody Allen                      | Actor                     |
| 2019 | Pinocho                       | Matteo Garrone                   | Actor                     |

## Premios y distinciones
Anexo:Premios y nominaciones de La vida es bella
Óscar
| Año  | Categoría                 | Película         | Resultado |
| ---- | ------------------------- | ---------------- | --------- |
| 1999 | Mejor director            | La vida es bella | Nominado  |
| 1999 | Mejor actor               | La vida es bella | Ganador   |
| 1999 | Mejor guion original      | La vida es bella | Nominado  |
| 1999 | Mejor película extranjera | La vida es bella | Ganador   |

Premios BAFTA
| Año  | Categoría            | Película         | Resultado |
| ---- | -------------------- | ---------------- | --------- |
| 1998 | Mejor actor          | La vida es bella | Ganador   |
| 1998 | Mejor guion original | La vida es bella | Nominado  |

Festival Internacional de Cine de Cannes
| Año  | Categoría              | Película         | Resultado |
| ---- | ---------------------- | ---------------- | --------- |
| 1998 | Gran Premio del Jurado | La vida es bella | Ganador   |

Premios del Sindicato de Actores
| Año  | Categoría   | Película         | Resultado |
| ---- | ----------- | ---------------- | --------- |
| 1998 | Mejor actor | La vida es bella | Ganador   |

Premios David de Donatello
| Año  | Categoría                  | Película              | Resultado |
| ---- | -------------------------- | --------------------- | --------- |
| 1983 | Mejor Director novel       | Tu me troubles        | Nominado  |
| 1989 | Mejor Actor protagonista   | Soy el pequeño diablo | Nominado  |
| 1998 | Mejor Actor protagonista   | La vida es bella      | Ganador   |
| 1998 | Mejor Guion                | La vida es bella      | Ganador   |
| 1998 | Mejor Director             | La vida es bella      | Ganador   |
| 1998 | Mejor Película             | La vida es bella      | Ganador   |
| 1998 | Premio David Scuola        | La vida es bella      | Ganador   |
| 1998 | Premio Especial del Jurado | La vida es bella      | Ganador   |
| 2003 | Mejor Actor protagonista   | Pinocchio             | Nominado  |
| 2017 | Premio Especial            | Toda su carrera       | Receptor  |
| 2020 | Mejor Actor de reparto     | Pinocchio             | Nominado  |

## Reconocimientos
- 2021 - León de Oro a la trayectoria en el Festival de Venecia 2021.

### Grados Honorarios
- 1999 - Recibe el título de Doctor Honoris Causa en Filosofía por la Universidad Ben-Gurion del Neguev, Israel.
- 2002 - Recibe el título de Doctor Honoris Causa en Letras por la Universidad de Bolonia, Italia.
- 2003 - Recibe el Grado Honorario en Psicología por la Universidad Vita-Salute San Raffaele, Milán, Italia.
- 2007 - Recibe el título de Doctor Honoris Causa en Letras por la Katholieke Universiteit Leuven, Bélgica.
- 2007 - Recibe el Grado Honorario en Filología Moderna por la Universidad de Florencia, Italia.
- 2008 - Recibe el título de Doctor Honoris Causa en Letras por la Universidad de Malta.
- 2012 - Recibe el Grado Honorario en Filología Moderna por la Universidad de Calabria, Italia.
- 2012 - Recibe el título de Doctor Honoris Causa en Letras por la Universidad Aristóteles de Tesalónica, Grecia.
- 2015 – Recibe el título de Honorary Doctorate in Laws por la universidad de Toronto, Canadá.[4]